# لارن گوتلیب
لارن گوتلیب (به انگلیسی: Lauren Gottlieb) (زاده ۸ ژوئن ۱۹۸۸) بازیگر، رقصنده آمریکایی است.
از فیلم‌هایی که وی در آن نقش داشته‌است می‌توان به ای‌بی‌سی‌دی، ای‌بی‌سی‌دی ۲، آمبارساریا و کارآگاه بایومکش باکشی اشاره کرد.